# Невежество

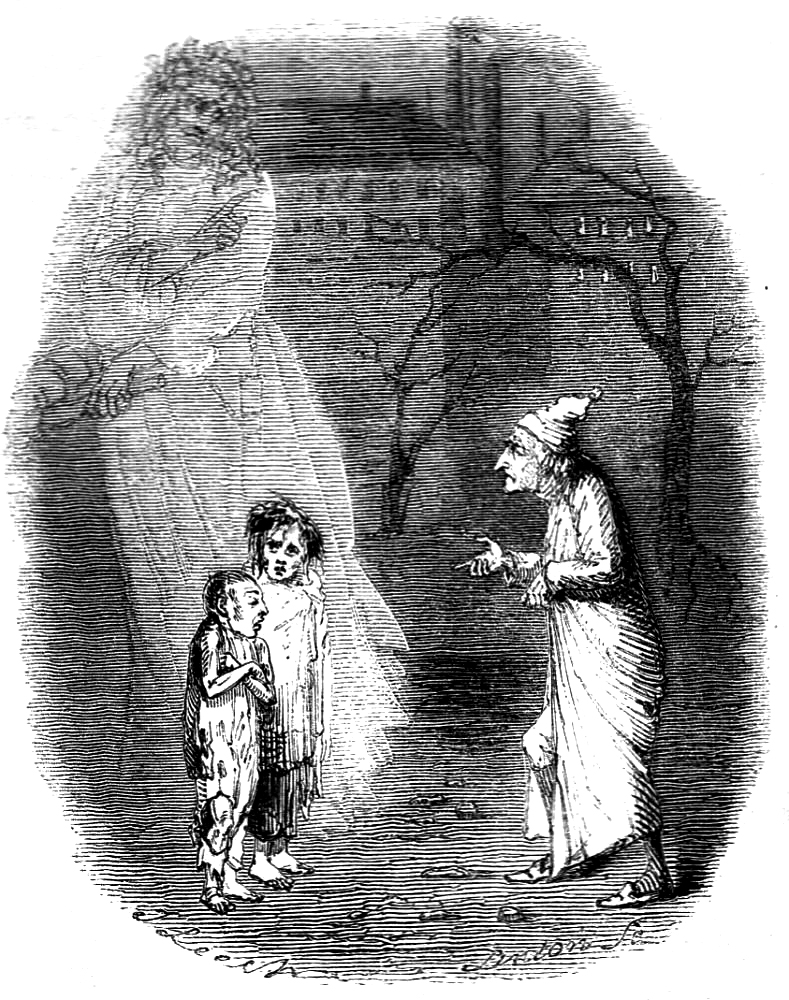
Невежество и Нищета (иллюстрация к повести Чарльза Диккенса «Рождественская песнь»)

Невежество — отсутствие знаний, некультурность.
Согласно словарю Ушакова — отсутствие познаний, некультурность, отсталость; в другом, разговорном значении — невоспитанность, невежливость. У Ожегова — отсутствие знаний, некультурность; или то же, что невежливость. Невежественный человек называется «невеждой» (не путать с «невежей» — человеком невежливым).
Невежество выражается в стремлениях и действиях человека, не знающего или игнорирующего суть, что, как правило, приводит к утрате первоначального, подлинного смысла его стремлений. Стремления и действия, так или иначе направленные на поиск и изучение сути, не являются невежеством.
В дореформенной орфографии писалось с «Ять» в корне слова — невежество.
В языках романской и германской групп этот термин передается корнем восходящим к латинскому ignorantia — «невежество», в том смысле, что человек не хочет знать или что-то игнорирует.
Невежда — тот кто не знает, потому что не хочет видеть. Для невежды характерно отрицание фактов, которые не укладываются в привычную ему картину, и нежелание их осознать. Невежество — порок.
Письмовник, Содержащий в себе Науку Российского языка со многим присовокуплением разного учебного и полезно-забавного письмословия:
… по тому что нет ни одной вещи, коя бы сама по себе или хороша или худа была; но качества их зависят от нашего употребления оных: ибо по природному уставу жизнь и смерть, здравие и болезнь, богатство и убожество и прочая, вещи сами по себе ни добры ни злы быть не могут, и приключаются нам не от зла. Одно БЛАГОРАЗУМИЕ добром, а НЕВЕЖЕСТВО злом может называться.
Невежество может выражаться в агрессивных действиях (вандализм). В этом случае невежды стремятся уничтожать те или иные результаты интеллектуальной или духовной деятельности, на которые возлагают ответственность за свои несчастья. 
Невежество может проявляться не только у малообразованных людей, но, в том или ином виде, и у слишком узко образованных специалистов.
Во многих государствах и странах существует стереотип невежественного человека — например, в США прозвище реднек часто ассоциируется с невежественным человеком, в языках славянской группы это прозвище соответствует определению «деревенщина». Однако вполне возможны ситуации, когда образованный человек из мегаполиса будет сочтен невеждой в патриархальном сельском обществе.